# Leptactina liebrechtsiana
Leptactina liebrechtsiana är en måreväxtart som beskrevs av De Wild. och Théophile Alexis Durand. Leptactina liebrechtsiana ingår i släktet Leptactina och familjen måreväxter.

## Underarter
Arten delas in i följande underarter:
- L. l. liebrechtsiana
- L. l. mollis